# Maria Madlen Madsen
Maria Madlen Madsen (* 23. März 1905 in Krefeld; † 23. März 1990 in Frankfurt am Main, temporär auch Gerda Hansi (Künstlername)) war eine deutsche Opernsängerin (Sopran), Theater- und Fernsehschauspielerin.

## Leben

### Ausbildungszeit
Madsen wuchs in Hamburg auf, ging dort zur Schule und studierte vier Jahre Klassischen Gesang bei Robert Dähmke. Unter dem Künstlernamen Gerda Hansi war sie zunächst zwischen 1926 und 1929 als Programm-Mitarbeiterin (Sängerin) für die Süddeutsche Rundfunk A. G. (SÜRAG) tätig und wurde dort als „Schwäbische Nachtigall“ bekannt. Sie nahm auch an einer damals neuen und bei den Hörern beliebten Sendeform teil, den als Hörspiel präsentierten Stadt-Portraits. Parallel dazu ließ sie sich in Stuttgart von der Pädagogin Daimler unterrichten.

### Gesangskarriere

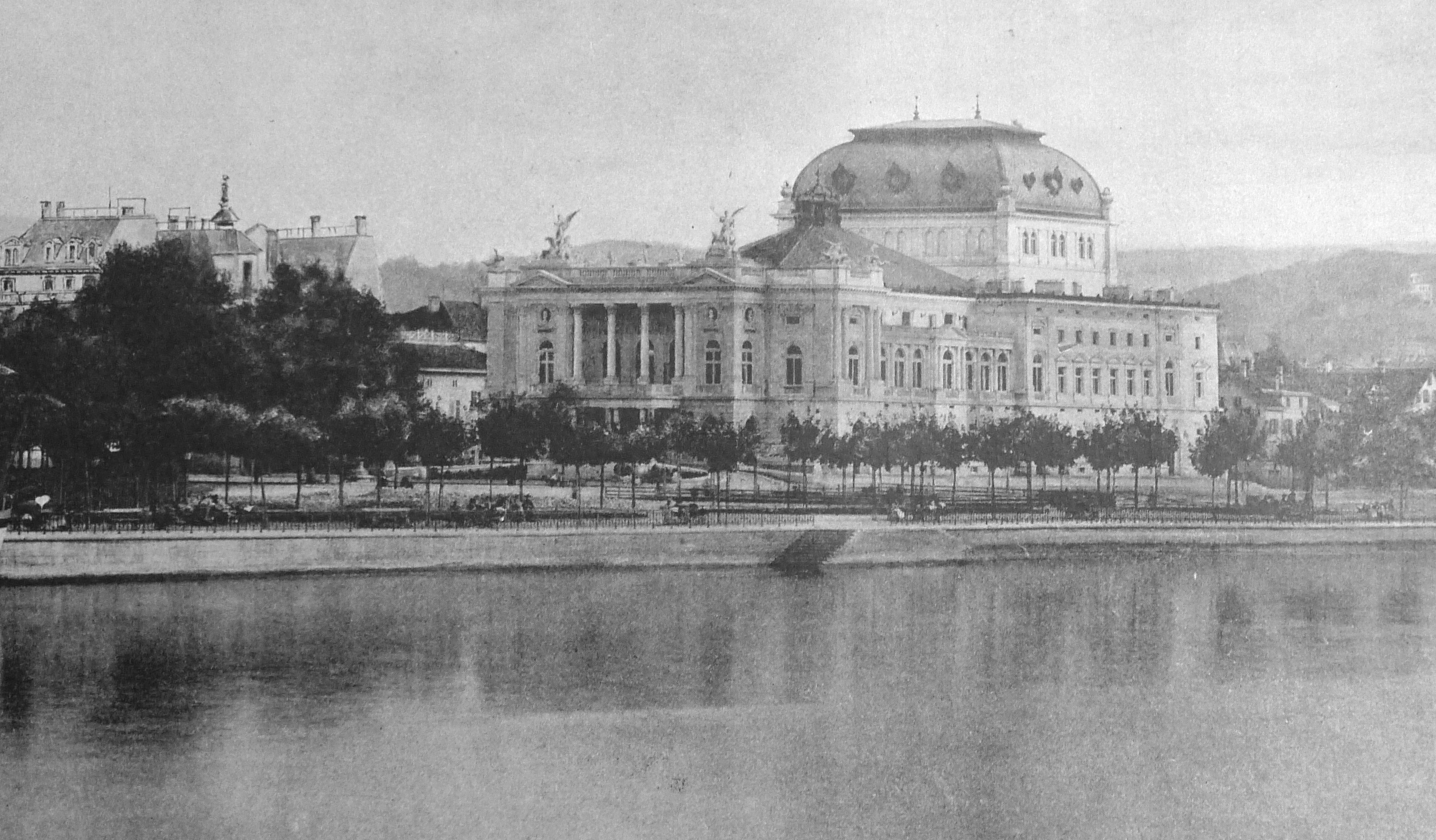
Am Stadttheater Zürich war Maria Madlen Madsen zwischen 1929 und 1934 engagiert

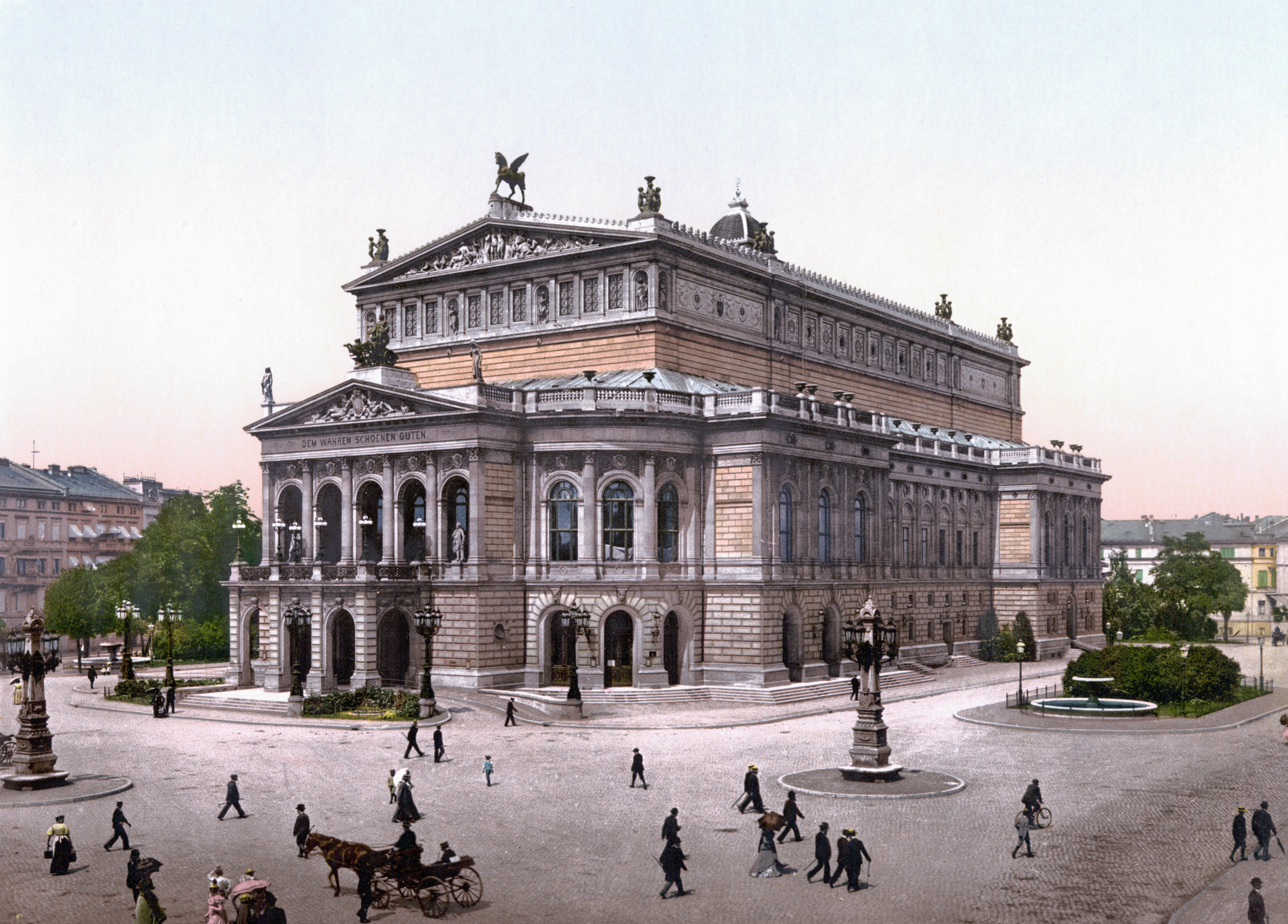
Die Frankfurter Oper war für Maria Madlen Madsen ab 1934 Bühne ihrer Gesangskarriere

Von 1929 bis 1934 wurde sie für das Stadttheater Zürich in die Schweiz engagiert, wo sie 1933 bei der Uraufführung von Der Kreidekreis von Alexander von Zemlinsky mitwirkte.
Ab 1934 verpflichtete sie die Oper Frankfurt am Main, für Madsen begann im Dritten Reich eine zwölf Jahre anhaltende große Karriere als Koloratur-Soubrette. Sie wirkte unter anderem bei der Uraufführung der Oper Die Zaubergeige von Werner Egk am 22. Mai 1935 als Gretl und bei der Uraufführung der „Carmina Burana“ von Carl Orff am 8. Juni 1937 mit einem Solo mit.
Gastspiele führten Madsen an die Staatsopern von Berlin, Breslau, Dresden, Hamburg, München und Stuttgart, ins Ausland nach Barcelona, Belgrad, Bologna und Paris.
Nach dem Zweiten Weltkrieg wurde Madsen von Radio Frankfurt (später: Hessischer Rundfunk) u. a. für Archiv- und Studioproduktionen engagiert. In dieser Zeit traf sie beispielsweise auf Kollegen wie Trude Eipperle, Franz Fehringer, Ferdinand Frantz, Karl Friedrich, Herbert Hess, Otto von Rohr, Helge Rosvaenge, Heinrich Schlusnus, Erik Schumann, Georg Stern oder Günther Treptow.
Sie wurde vorzugsweise für komische Bühnenrollen besetzt, als Despina in Così fan tutte, als Zerline im Don Giovanni, als Blondchen in Die Entführung aus dem Serail, als Marzelline im Fidelio, als Ännchen in Der Freischütz, als Marie in Zar und Zimmermann, als Frau Fluth in Der Postillon von Lonjumeau, als Musetta in La Bohème, als Adele in Die Fledermaus und als Christel in Der Vogelhändler.
Daneben wurde sie als Konzert- und Liedersängerin bekannt und sehr geschätzt, sie sang zumindest Anfang der 1950er Jahre im Hörfunk des Hessischen Rundfunks auch Schlager.

### Schauspiel
Ab der zweiten Hälfte der 1950er Jahre wurde sie als Schauspielerin für überwiegend komische Rollen besetzt, z. B. im Frankfurter Kleinen Theater im Zoo (heute: Fritz Rémond Theater), aber auch im Deutschen Fernsehen. Nach dem Abschluss ihrer Gesangskarriere gab sie ab 1963 in Frankfurt am Main jungen Sängern Unterricht in Stimmbildung.

### Hörfunk
Nach ihrer Tätigkeit als singende Programm-Mitarbeiterin für die Süddeutsche Rundfunk A. G. (SÜRAG) zwischen 1926 und 1929 war Madsen in den 1960er Jahren als Hörfunk-Sprecherin aktiv und übernahm beim Hessischen Rundfunk Rollen in Hörspielen.

## Filmografie
- 1956: Herr Hesselbach und die Firma
- 1956: Der Verräter
- 1958: Alle Sünden dieser Erde
- 1958: Mit Eva fing die Sünde an
- 1958: Der Dank der Unterwelt
- 1959: Kopfgeld
- 1959: Ein unbeschriebenes Blatt
- 1960: Die Friedhöfe
- 1967: Die Namenstagfeier